# De Grote Donorshow
De Grote Donorshow was een eenmalig Nederlands televisieprogramma van BNN uit 2007, dat gepresenteerd werd door Patrick Lodiers. Het zorgde destijds voor heel wat ophef.

## Programmaopzet
In dit rechtstreeks uitgezonden televisieprogramma, dat ruim 1,2 miljoen kijkers trok, was het de bedoeling dat de 37-jarige Lisa, een ongeneeslijk zieke vrouw die leed aan een hersentumor, uit drie nierpatiënten (Esther-Claire, Vincent en Charlotte) een kandidaat moest kiezen om een gezonde nier aan af te staan. De kijkers konden via een sms-bericht hun mening geven wie ze moest kiezen.
Het bleek hier om een stunt te gaan. Het gehele programma was opgezet om meer aandacht te krijgen voor donororganen. "Lisa" bleek een kerngezonde actrice te zijn, Leonie Gebbink genaamd. De kandidaten hadden wel een nierziekte, maar zaten ook in het complot.
BNN wilde met het programma aantonen dat het ook vijf jaar na het aan een nierziekte overlijden van BNN-oprichter Bart de Graaff, nog steeds moeilijk was om een donororgaan te krijgen.

### Kandidaten
Er bleken 25 nierpatiënten in aanmerking te komen om een nier van Lisa te ontvangen. Lisa moest een voorselectie maken aangezien slechts drie personen in het televisieprogramma konden meedoen. In een hal waren de foto's van de kandidaten en een beschrijving geplaatst met informatie over hun leven, hobby's en dergelijke. Lisa kon met behulp van bepaalde criteria personen laten afvallen om zo het aantal personen terug te brengen.
De criteria die zij gebruikte om kandidaten af te laten vallen, waren:
- ouder dan 50
- jonger dan 18
- rokers of ex-rokers
- mensen die zelf geen donor waren
- mensen die niets deden (werklozen die ook geen vrijwilligerswerk doen).

Tijdens het programma werden de levensverhalen van de drie kandidaten getoond. De kandidaten werden ook vragen gesteld door de presentator om een indruk te krijgen hoe de kandidaten in het leven staan. Na het vertonen van de levensverhalen en filmpjes van familieleden en kennissen kregen de kandidaten zelf elk 30 seconden om een pleidooi te houden waarom zij de nier van Lisa zouden moeten ontvangen. Tot slot kreeg Lisa nog de mogelijkheid om aan elk van de kandidaten één laatste vraag te stellen voordat zij haar keuze bekend zou moeten maken.

### Sms'en
Gedurende het programma konden kijkers sms'en om een advies te geven aan Lisa aan wie zij haar nier zou moeten geven. De keuze was wel geheel aan Lisa; zij kon dit advies gebruiken om haar te helpen bij het maken van de keuze. In het begin van het programma gaf zij aan dat zij hier gebruik van zou maken om wellicht 'een laatste drempel' over te gaan. Later gaf ze aan dat ze het advies van Nederland in haar achterhoofd zou houden bij het maken van de keuze.

### Ontknoping
De eerste kandidaat die Lisa liet afvallen, was Esther-Claire Sasabone, aangezien zij 'haar leven het meest op de rit had' en daardoor de nier het minst nodig zou hebben. Tijdens het bekendmaken welke van de overgebleven kandidaten de nier zou ontvangen, onderbrak de presentator Lisa om het publiek duidelijk te maken dat Lisa een actrice was en dat zij, de kandidaten en iedereen in de studio in het complot zaten en dat het programma bedoeld was om aandacht te vragen voor de donorproblematiek. De drie kandidaten hadden echter daadwerkelijk een nierziekte en behoefte aan een donornier.

## Na het programma
Ronald Plasterk zei na afloop van de uitzending het een 'fantastische stunt' te vinden en 'een intelligente manier' om aandacht te vragen voor het tekort aan donornieren. Joop Atsma vond het een 'smakeloze show'. Hij werd met name getroffen door de manier waarop kandidaten in de voorselectie werden afgewezen.
Op de avond van de uitzending hadden ongeveer 18.000 mensen een donorformulier gedownload van het internet. Ook gaven 12.000 belangstellenden per sms aan dat ze graag een donorformulier wilden ontvangen. Meer dan 12.000 mensen vulden na het programma daadwerkelijk een donorformulier in.

### Prijzen
De ontknoping van De Grote Donorshow werd verkozen tot tv-moment van het jaar 2007, samen met het interview van De Meiden van Halal met Hans Teeuwen.
Op 24 november 2008 won het programma een Emmy Award in de categorie "Non-scripted entertainment".

## Trivia
- De Grote Donorshow zou oorspronkelijk worden uitgezonden met de naam BNN's Bart de Graaff Donor Avond.
- Vrijwel alle muziek in het programma is afkomstig van het album 24: The Soundtrack. Dit album hoort bij de Amerikaanse televisieserie 24.